# Dawna Range
Dawna Range är en bergskedja i Myanmar.   Den ligger i regionen Karen, i den södra delen av landet, 400 km sydost om huvudstaden Naypyidaw.
Dawna Range sträcker sig 21,4 kilometer i nord-sydlig riktning. Den högsta toppen är Lwekhaw Taung, 1 120 meter över havet.
Topografiskt ingår följande toppar i Dawna Range:
- Lwekhaw Taung
- Thagya Taung
- Tilawthi Taung